# SG Einheit Brandenburg
Die SG Einheit Brandenburg (bis 1990 BSG Einheit Brandenburg) ist ein Sportverein in Brandenburg an der Havel. Einzige Sektion des Vereins ist Segeln. Historische Sektionen der Betriebssportgemeinschaft waren Fußball, Kanu und Rudern. Heimrennstrecke der Kanuten und der Ruderer war die Regattastrecke Beetzsee. Vorsitzender der SG Einheit Brandenburg ist Thomas Kern.

## Geschichte
Als Ersatz für die nach dem Zweiten Weltkrieg durch die sowjetische Militäradministration in Deutschland aufgelösten Sportvereine wurde im Jahr 1945 eine SG Brandenburg West gegründet. 1949 wurden im Zuge der Bildung von Betriebssportgemeinschaften mehrere bisherige Sportgruppen, darunter auch die SG West, zur Zentralen Betriebssportgemeinschaft, zur ZSG Werner Seelenbinder Brandenburg zusammengeschlossen. Diese wurde nach der Gründung der zentralen Sportvereinigungen für die einzelnen Gewerkschaftsbereiche 1950 wieder entflochten, und für den Bereich staatliche Verwaltung wurde am 20. November 1950 die BSG Einheit Brandenburg gegründet.

## Segeln

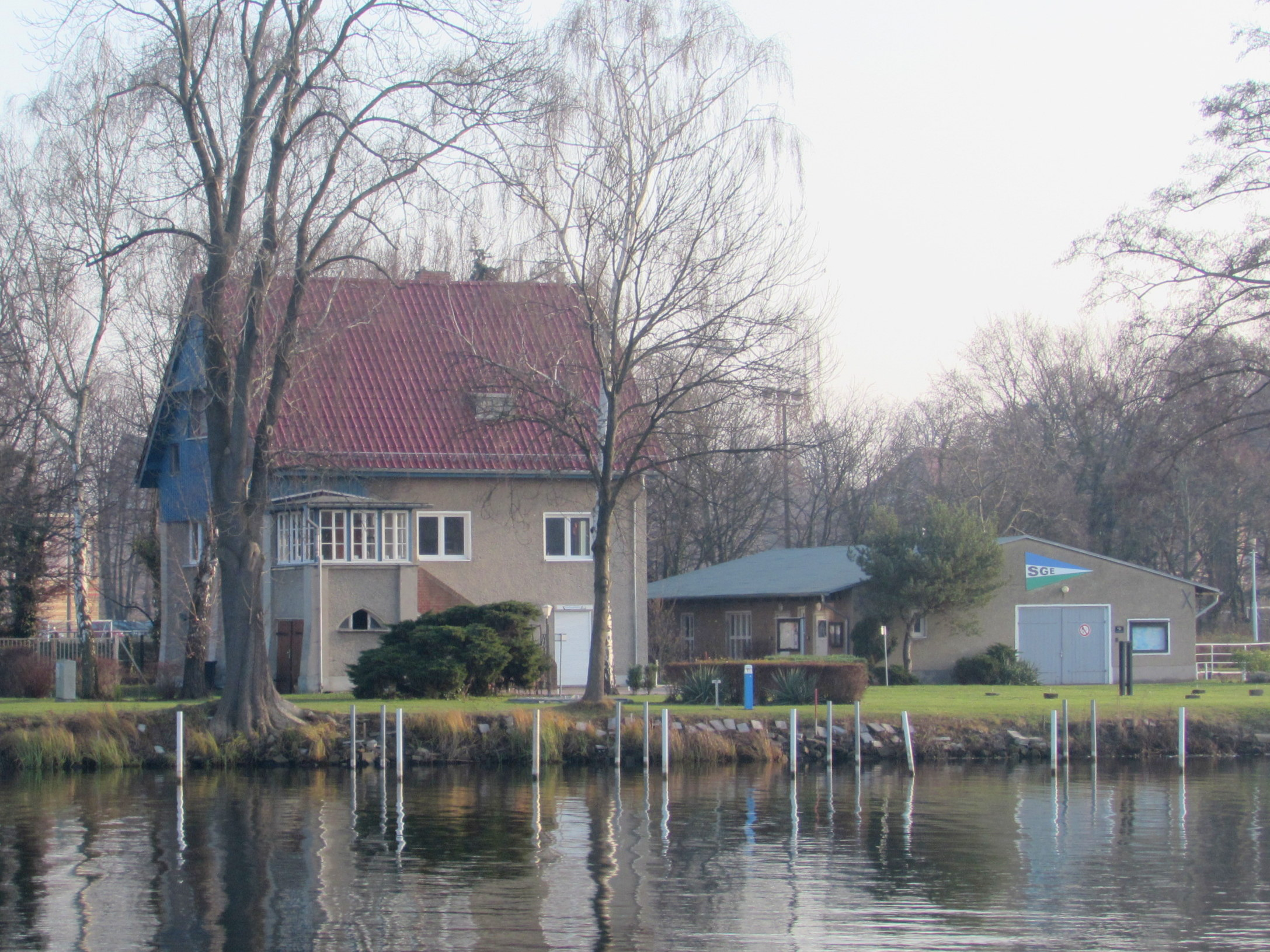
Bootshaus der Segler der SG Einheit an der Havel

Einzige noch existierende Sektion des Vereins ist Segeln. 1958 gewann ein 20-m²-Jollenkreuzer (R 212) der BSG Einheit Brandenburg bei den DDR-Meisterschaften die Bronzemedaille. An Bord waren Günter Ludwig, Liselotte Ludwig und Erhard Schleuss. Sechs Jahre später, 1964 wurden Günter Ludwig, Armin Dmoch und Liselotte Ludwig in derselben Klasse Vizemeister. Nach Jahrzehnten ohne nationale Erfolge dauerte es bis in die 1980er Jahre, bis wieder ein Boot der Betriebssportgemeinschaft in die Medaillenränge fuhr. 1982 gewann Dirk Gericke in der Bootsklasse OK-Jolle den DDR-Jugendmeister auf dem Schwielowsee bei Potsdam und 1987 die Silber-, 1989 die Bronzemedaille bei den nationalen Titelkämpfen der Senioren. 2002 wurde Karsten Klenke von der SG Einheit in der Bootsklasse Flying Dutchman in einer Segelgemeinschaft mit Kay-Uwe Lüdke vom Yachtclub Berlin-Grünau Deutscher Vizemeister.

## Rudern
Die Sektion Rudern der BSG Einheit stand in der Tradition des Ruder-Club-Havel Brandenburg und war vor allem in den 1950er und 1960er Jahren erfolgreich. Erster Sektionsleiter war Fritz Sumpf. 1951 gewann der Doppelzweier der BSG Einheit Brandenburg bei den Frauen bei den DDR-Meisterschaften in Berlin-Grünau mit Inge Bauerfeind und Lucie Hummel die Silbermedaille und ein Jahr später die Bronzemedaille. Ebenfalls 1952 gewann der Vierer mit Steuermann die Silbermedaille. Im Boot saßen Horst Greulich, Manfred Höfer, Werner Wernicke, Harry Gahren und der Steuermann Günter Meltendorf. 1963 wurde der Leichtgewichts-Vierer ohne Steuermann mit Jakob Kopf, Jürgen John, Peter Rynkowski und Jörg Hoffmann ebenfalls in Grünau DDR-Meister. Im darauf folgenden Jahr trat die BSG in der Bootsklasse Leichtgewichts-Vierer mit Steuermann in einer Renngemeinschaft mit der BSG Motor Plaue an. Das Boot mit Rainer Dulich, Günter Habeck, Peter Rynkowski, Lutz Stübing und Steuermann Klaus Moch kam auf den dritten Platz. Bekannte Ruderer, die ihre Laufbahn bei Einheit begannen, waren beispielsweise die zweifachen Olympiasieger und vierfachen Weltmeister Jörg Landvoigt und Bernd Landvoigt. Weitere nationale oder internationale Medaillengewinner, die über die Einheit zum Rudersport kamen, waren beispielsweise Jörg Friedrich, Hans-Joachim Borzym, Dietmar Schiller, Carola Lichey, Barbara Reichel und Martina Fink. Nach der politischen Wende 1989 gründeten sich die Ruderer der BSG aus und den Ruder-Club-Havel Brandenburg neu. Das Bootshaus der Ruderer befand sind in der Hammerstraße an der Nähtewinde, einem Nebenarm der Havel, Heimrennstrecke war die Regattastrecke Beetzsee. Diese wurde am 18. Juni 1969 eröffnet. Das Prestigeobjekt kostete etwa 6.000.000 Mark. Die Bauzeit betrug etwa 20. Monate und 750.000 Mark wurden durch Eigenleistungen von Sportlern und der Brandenburger Bevölkerung erbracht.

## Kanu
In den frühen 1950er Jahren gewann R. Freund bei den Damen zwei Meistertitel. So gewann sie 1951 im Einer-Kajak und 1952 mit Schule im Zweier-Kajak die Goldmedaille. In der Folge fokussierte die Einheit ihre Arbeit in erster Linie auf den Nachwuchsbereich. So wurden zahlreiche Talente an die Kinder- und Jugendsportschule nach Brandenburg und Potsdam delegiert. Bei der BSG Einheit begann beispielsweise Olympiamedaillengewinnerin Petra Grabowsky ihre sportliche Karriere.

## Fußball
Die Fußballmannschaft prägte führend bis Anfang der fünfziger Jahre gemeinsam mit Motor Süd Brandenburg den Fußball in der Stadt. Sowohl die 1. Fußballmannschaft der SG West wie auch der ZSG und der BSG Einheit war bis 1952 in der Landesliga Brandenburg vertreten (zuletzt 3. Liga). Zur Saison 1952/53 war Einheit Brandenburg Gründungsmitglied der neu geschaffenen drittklassigen Bezirksliga Potsdam. Scheiterte Einheit in der Auftaktsaison hinter Motor Hennigsdorf noch deutlich, wurde in der Folgesaison vor Stahl Hennigsdorf der Aufstieg in die DDR-Liga perfekt gemacht. In der zweithöchsten Spielklasse der DDR war Einheit Brandenburg jedoch chancenlos und stieg mit lediglich neun Saisonpunkten gemeinsam mit der SG Hohenschönhausen wieder in die Bezirksliga ab. Dort kam Einheit in der 13 Spiele umfassenden Übergangsrunde zur Angleichung der Fußballsaison an das Kalenderjahr nur auf einen fünften Rang. Noch im selben Jahr wurde die BSG Einheit Brandenburg aufgelöst, die Sektion Fußball wurde der BSG Stahl Brandenburg angeschlossen, und diese übernahm mit der Saison 1956 auch den Bezirksligaplatz von Einheit Brandenburg.

### Statistik
- DDR-Liga: 1954/55 (Ewige Tabelle der DDR-Liga: Rang 189)
- Landesliga Brandenburg: 1946–1952
- Bezirksliga Potsdam: 1952–1954, 1955